# Joonas Kolkka
Joonas Kolkka, född 28 september 1974 är en finländsk före detta fotbollsspelare. Hans position var ytter på både vänster och höger sida.

## Klubblagskarriär
Kolkka har flyttat mycket genom hela Europa. Kolkkas moderklubb är FC Lahti. Han gjorde debut i den finländska fotbollsligan Tipsligan med FC Lahti redan som 16-åring. År 1994 flyttade han till MyPa där han spelade i två år. Efter det flyttade han utomlands till Willem II där han spelade i tre år. Han spelade också tre år i PSV Eindhoven där han fick sitt genombrott. Han flyttade vidare till grekiska Panathinaikos FC, men flyttade efter två år ännu en gång vidare till Tysklands andraliga och Borussia Mönchengladbach. Efter det hade han en sejour i Crystal Palace men när de föll ner till engelska andraligan där han också fick mycket lite speltid, har han gjort två stycken ettårssejourer in de nederländska klubbarna ADO Den Haag och Feyenoord.

## Landslagskarriär
Kolkkas landslagsdebut skedde 26 oktober 1994 mot Estland. Kolkka spelade totalt 99 landskamper. Kolkka har haft en ordinarie plats i landslaget men Daniel Sjölund har fått spela på vänsterkanten så Kolkka brukade ofta variera med Mika Väyrynen om speltid.

## Meriter
- Finlands cup: 1995 med MyPa
- Eredivisie: 2000 och 2001 med PSV Eindhoven